# Pseudo-Bles
Le Pseudo-Bles est un peintre anonyme flamand, ou un groupe de peintres, actif à Anvers vers 1520. 

## Style
Le nom Pseudo-Bles est donné par l'historien d'art Max Jakob Friedländer qui s'est attaché à classer l'abondante production des maniéristes anversois à partir de 1915. Il provient d'une Adoration des Mages conservée à l'Alte Pinakothek de Munich qui portait la signature apocryphe HENRICVS BLESIVS F. C'est pourquoi il a longtemps été attribué à Herri Met de Bles avant que Michiels et Glück fassent observer que la signature était probablement fausse. Il est vraisemblable que les œuvres attribuées au Pseudo-Bles sont les productions d'un atelier voire de peintres qui ont collaboré occasionnellement.

## Œuvres attribuées

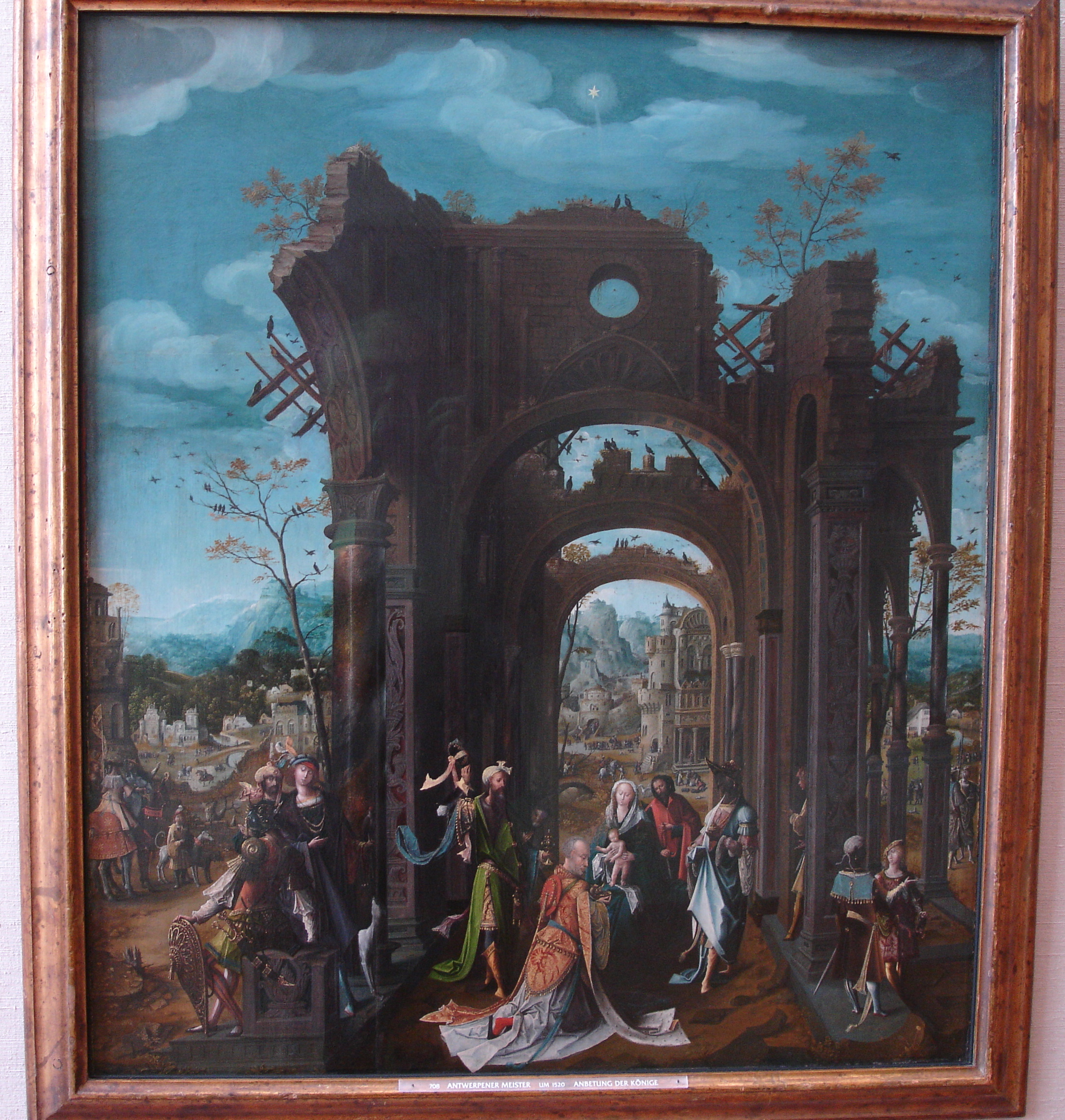
L’Adoration des Mages, Alte Pinakothek

- L’Adoration des Mages, Alte Pinakothek (Munich)
- L’Adoration des Mages, Musée national de Varsovie
- La décapitation de saint-Jean Baptiste, Gemäldegalerie (Berlin)
- L’Adoration des Mages, Musée des beaux-arts MSK (Gand)